# أليسون مكاتي
أليسون مكاتي (بالإنجليزية: Allison McAtee)‏ هي عارضة وممثلة أمريكية، ولدت في 24 سبتمبر 1980 في الولايات المتحدة.

## أعمال

### مسلسلات
- إن سي آي إس
- شبح هامس
- كاسل

## وصلات خارجية
- أليسون مكاتي على موقع IMDb (الإنجليزية)
- أليسون مكاتي على موقع ألو سيني (الفرنسية)
- أليسون مكاتي على موقع أول موفي (الإنجليزية)
- أليسون مكاتي على موقع قاعدة بيانات الفيلم (الإنجليزية)
- أليسون مكاتي على موقع كينوبويسك (الروسية)